# Marina Koshevaya
Marina Vladimirovna Koshevaya (Moscou, 1 de abril de 1960) é uma nadadora russa, campeã olímpica dos 200 metros peito nos Jogos Olímpicos de Montreal 1976 pela extinta União Soviética.
Foi recordista mundial dos 200 metros peito entre 1976 e 1978.